# レイチェル・コリン
レイチェル・コリン（Rachel Korine、1986年4月4日 - ）は、アメリカ合衆国の女優。

## 経歴
1986年4月4日、ナッシュヴィルに生まれる。2007年、『ミスター・ロンリー』に出演する。同年、ハーモニー・コリンと結婚。2012年、『スプリング・ブレイカーズ』に出演する。

## フィルモグラフィー

### 映画
- ミスター・ロンリー（2007年）
- トラッシュ・ハンパーズ（2009年）
- スプリング・ブレイカーズ（2012年）
- フォース・ディメンション（2012年）